# Escola Joan XXIII Catarroja
L'Escola Joan XXIII de Catarroja és un col·legi públic situat al barri de les Barraques de localitat de Catarroja, a la comarca de l'Horta Sud del País Valencià.
Construït a la dècada del 2010, és propietat de la Generalitat Valenciana, tot i que el manteniment de les instal·lacions correspon a l'Ajuntament de Catarroja. Ofereix el Programa Plurilingüe d'Ensenyament en Valencià (PPEV) i compta amb 6 unitats d'Educació Infantil (més una habilitada) i 12 unitats d'Educació Primària. Es tracta de l'Escola pública del País Valencià que més temps ha estat en àules prefabricades. Durant 30 anys van estar instal·lats els anomenats "barracons" al pati del centre fins que en 2009 es van inaugurar les noves instal·lacions. El 2018 la direcció del centre va denunciar defectes de construcció de l'edifici que provocaven goteres. El 2019 el consistori va anunciar que es farien reformes durant el 2020 al centre amb un pressupost de 200.000 euros procedents de la conselleria d'Educació.